# Jeannie Berlin
Jeannie Berlin, pseudonimo di Jeannie Brette May (Los Angeles, 1º novembre 1949), è un'attrice e sceneggiatrice statunitense, candidata all'Oscar per la miglior attrice non protagonista nel 1973.

## Biografia
Figlia di Elaine May e Marvin May, i suoi genitori divorziarono quando aveva 11 anni.
È nota per la sua partecipazione al film Il rompicuori, che le valse la candidatura ai Premi Oscar 1973 come miglior attrice non protagonista e ai Golden Globe 1973 nella stessa categoria. Tra gli altri film a cui prese parte vi sono Se non faccio quello non mi diverto (1972), Due donne e un assassino (1990), di cui fu anche autrice, e Margaret (2011).

## Filmografia

### Cinema
- Fragole e sangue (The Strawberry Statement), regia di Stuart Hagmann (1970)
- L'impossibilità di essere normale (Getting Straight), regia di Richard Rush (1970)
- L'amica delle 5 ½ (On a Clear Day You Can See Forever), regia di Vincente Minnelli (1970)
- Dai... muoviti (Move), regia di Stuart Rosenberg (1970)
- A.A.A. Ragazza affittasi per fare bambino (The Baby Maker), regia di James Bridges (1970)
- Se non faccio quello non mi diverto (Portnoy's Complaint), regia di Ernest Lehman (1972)
- Bone, regia di Larry Cohen (1972)
- I figli chiedono perché, regia di Nino Zanchin (1972)
- Il rompicuori (The Heartbreak Kid), regia di Elaine May (1972)
- Why, regia di Victor Stoloff (1973)
- Sheila Levine Is Dead and Living in New York, regia di Sidney J. Furie (1975)
- Due donne e un assassino (In the Spirit), regia di Sandra Seacat (1990)
- Margaret, regia di Kenneth Lonergan (2011)
- Vijay - Il mio amico indiano (Vijai and I), regia di Sam Garbarski (2013)
- Vizio di forma (Inherent Vice), regia di Paul Thomas Anderson (2014)
- Café Society, regia di Woody Allen (2016)
- Transformers - L'ultimo cavaliere (Transformers: The Last Knight), regia di Michael Bay (2017)
- The Fabelmans, regia di Steven Spielberg (2022)
- A dire il vero (You Hurt My Feelings), regia di Nicole Holofcener (2023)

### Televisione
- Colombo (Columbo) – serie TV, episodio 6x02 (1976)
- The Night Of - Cos'è successo quella notte? (The Night Of) – miniserie TV, 7 puntate (2016)
- Succession – serie TV, 8 episodi (2019-2023)
- Hunters – serie TV, 10 episodi (2020-2023)

## Doppiatrici italiane
- Marzia Ubaldi in Il rompicuori, Vizio di forma, Café Society
- Roberta Pellini in Margaret
- Ludovica Modugno in Vijay - Il mio amico indiano
- Anna Rita Pasanisi in The Night Of - Cos'è successo quella notte?
- Sonia Scotti in Hunters
- Stefania Romagnoli in The Fabelmans
- Graziella Polesinanti in A dire il vero

## Riconoscimenti
Premi Oscar 1973 - Candidatura all'Oscar alla miglior attrice non protagonista per Il rompicuori